# Hip-hop alternatif
Sous-genres
Hip-hop jazz, hipster-hop, nerdcore
Genres dérivés
Hip-hop expérimental, trip hop, hip-hop industriel, hip-hop underground, neo soul
Le hip-hop alternatif, ou rap alternatif, est un sous-genre musical du hip-hop et du mouvement alternatif. AllMusic définit le style comme tel : « Le hip-hop alternatif se réfère aux groupes de hip-hop qui ne veulent pas se conformer aux stéréotypes traditionnels du rap, comme le gangsta, bass, hardcore, urban, et party rap. À la place, ils mêlent les genres - qui varient entre funk, rock, pop, musique électronique, soul, reggae, et même jazz, country et folk. »
Le hip-hop alternatif se développe à la fin des années 1980, mais son pic commercial est entravé par le gangsta rap de la côte ouest. Un revirement se fait ressentir à la fin des années 1990 et au début des années 2000 lorsque le public s'intéresse de nouveau à la musique indépendante. Le hip-hop alternatif des années 2000 reste populaire chez les masses, grâce en partie à l'effondrement du gangsta rap et au succès mitigé de musiciens comme OutKast et Kanye West. La scène du hip-hop alternatif se répand au-delà des frontières américaines pour y inclure des musiciens internationaux comme le poète somalo-canadien K'Naan, le rappeur japonais Shing02, et la rappeuse britannique M.I.A.. Les groupes du genre sont bien accueillis par la presse spécialisée, mais sont de façon générale modérément diffusés à la radio, et apparaissent peu dans d'autres médias.

## Histoire

### Origines
Développé à la fin des années 1980, en plein dans l'âge d'or du hip-hop, le hip-hop alternatif est principalement mené par des rappeurs de la côte est comme De La Soul, Pete Rock and C.L. Smooth, Jungle Brothers, A Tribe Called Quest, Brand Nubian, et Digable Planets, en parallèle aux musiciens de la côte ouest comme The Pharcyde, Del tha Funkee Homosapien, Digital Underground, Freestyle Fellowship et Jurassic 5, et à certains musiciens du sud comme Arrested Development, Goodie Mob, et OutKast. D'une manière similaire à la scène du rock alternatif, le hip-hop alternatif ne se popularise auprès du grand public qu'à la fin des années 1990. Arrested Development, aux côtés des Fugees, sont considérés comme les premiers groupes connus des masses. Les premiers albums classiques du genre 3 Feet High and Rising, People's Instinctive Travels and the Paths of Rhythm, et Bizarre Ride II the Pharcyde sont des succès commerciaux et sont très bien accueilli par la presse spécialisée, qui les décrit comme des chefs-d'œuvre innovateurs. Baptisé comme « le Sgt. Pepper du hip-hop », le premier album de De La Soul, 3 Feet High and Rising, est considéré comme celui ayant ouvert la voix au sous-genre. Jon Bush, critique musical sur AllMusic, explique que : « Inventif, assuré, et ayant marqué l'histoire du hip-hop, 3 Feet High and Rising prouve non seulement que les rappeurs ne sont pas obligés de parler d'une vie de loubard pour réussir dans la musique, mais également qu'il peut reprendre de nombreux sons et de nombreuses références oscillant entre pop, soul, disco, et même country. »

### Déclin
À l'inverse du rock alternatif, qui se conserve dans le grand public et remplace le glam metal, le succès commercial du hip-hop alternatif est assombri par l'arrivée du gangsta rap de la côte ouest. Avec un ton agressif, des tendances nihilistes, et une imagerie violente, le gangsta rap est considéré comme un sous-genre plus divertissant et lucratif de par ses places acquises dans les classements musicaux, son succès à la radio et les nombreux rappeurs gangsta certifiés platine comme Snoop Dogg, Warren G et N.W.A., largement promus par les labels majors. Des albums comme Straight Outta Compton, The Chronic et Doggystyle redéfinissent la direction musicale du hip-hop, ce qui mène le genre à emprunter des paroles inspirées par le mode de vie gangsta. Cette situation change au milieu des années 1990 avec l'émergence et la popularité imposante de musiciens du rap hardcore de la côte est comme Wu-Tang Clan, Nas, The Notorious B.I.G., et Mobb Deep. Le gangsta rap de la côte ouest, le rap hardcore de la côte est se classent alors dans les rangs de la musique populaire, tandis que le hip-hop alternatif est relégué au rang de scène underground. En conséquence, les groupes du genre se séparent ou tombent dans l'oubli.
Dans son ouvrage publié en 1995 parlant de l'état actuel de la culture du hip-hop, le critique musical Stephen Rodrick conclut que le hip-hop alternatif s'est à peine forgé sa place dans la culture et est un véritable échec.

### Revirement
Un revirement voit le jour à la fin des années 1990 et au début des années 2000 avec un nouvel intérêt grandissant du public pour la musique indépendante. Depuis le milieu des années 1990, des labels indépendants comme Rawkus Records, Rhymesayers (en), anticon., Stones Throw et Definitive Jux tirent un succès modéré de groupes et musiciens de hip-hop alternatif comme MF DOOM, Atmosphere, Antipop Consortium, Black Star, Gorillaz, Pharoahe Monch, El-P, et Aesop Rock. Ce n'est que dans les années 2000 que la popularité du genre est conservée chez les masses, grâce en partie à l'effondrement du gangsta rap et au succès mitigé de musiciens comme OutKast et Kanye West, et Gnarls Barkley.
Le cinquième album d'OutKast, Speakerboxxx/The Love Below est très bien accueilli par la presse spécialisée et réussit à attirer les auditeurs de tout âge. L'album remporte finalement un Grammy Award dans la catégorie d'« album de l'année » — faisant de lui le second album de hip-hop récompensé — et est certifié disque de diamant après avoir été certifié 11 fois disque de platine par la RIAA.
Gnarls Barkley obtient du succès grâce à son single Crazy. Il atteint la première place des classements dans de nombreux pays, dont le Royaume-Uni, où il devient le single le mieux vendu en 2006. La chanson est nommée meilleure chanson en 2006 dans les sondages de Rolling Stone et Village Voice,. Rolling Stone classe par la suite Crazy premier des meilleurs singles de la décennie. La chanson dénombre un total de deux millions d'exemplaires écoulés rien qu'aux États-Unis et est certifié double disque de platine par la Recording Industry Association of America. Le duo est récompensé de nombreuses fois à la 49e édition des Grammy Awards.
La scène du hip-hop alternatif ne se limite pas qu'aux frontières américaines, mais se répand aussi à l'international grâce à des musiciens internationaux comme le poète somalo-canadien K'Naan, le rappeur japonais Shing02, et la rappeuse britannique M.I.A., qui parviennent à se populariser. Le single de K'naan, Wavin' Flag, sorti en 2009, atteint la deuxième place des classements canadiens. Shing02 est choisi pour rapper Battlecry, le générique de l'anime Samurai champloo, qui est produit par le disc jockey de hip-hop jazz Nujabes. Le magazine Time place M.I.A dans sa liste Time 100 des « people les plus influents »,. À cette période, Gorillaz se popularise, dénombrant plus de 20 millions d'exemplaires écoulés pour ses albums Gorillaz et Demon Days. D'autres groupes et musiciens du genre incluent Lupe Fiasco, Kid Cudi, Wale, Chiddy Bang, The Cool Kids, Charles Hamilton, Asher Roth, Childish Gambino, Danny!, DELS, N.E.R.D, OFWGKTA, Yelawolf, J. Cole, Ghostpoet, Blu, Rockie Fresh, MC C.B., SpaceGhostPurrp, The Swank et Death Grips. Ratking, signé au label XL Recordings, mêle hip-hop et punk des années 1990.